# Хинчагашвили, Шота Юрьевич
Шота Юрьевич Хинчагашвили (груз. შოთა ხინჩაგაშვილი; 9 ноября 1951, Душети, Грузинская ССР) — советский футболист, защитник. Мастер спорта СССР (1970), заслуженный мастер спорта СССР (1981).

## Биография
Осетин. Воспитанник школы Металлург (Рустави). В 1968—1969 годах играл во взрослой команде. В 1970 перешёл в Динамо (Тбилиси), где играл до 1982.
Один из лучших защитников «Динамо» за все годы. Выделялся пластичностью, цепкостью, умением сыграть на опережение, тонким позиционным чутьём. Смело и уверенно вёл единоборства, хорошо играл головой, всегда действовал корректно.
По окончании карьеры недолго был тренером в тбилисском «Динамо». С 1987 — на работе в МВД Грузии.

## Достижения

### Командные
- Чемпион СССР: 1978
- Обладатель Кубка СССР: 1976, 1979
- Серебряный призёр чемпионата СССР: 1977
- Бронзовый призёр чемпионата СССР: 1971, 1976 (весна), 1976 (осень), 1981
- Обладатель Кубка обладателей кубков: 1981
- Серебряный призёр Спартакиады народов СССР: 1979

### Личные
- В списках 33-х лучших 5 раз: № 1 — 1976, 1977, № 2 — 1981, № 3 — 1979, 1980
- Один из обладателей приза «Лучшие дебютанты сезона»: 1970